# Meliz Karlge
Meliz Karlge di Grado (* 23. Dezember 1973 in Bankeryd), häufig auch als Melize Karlge bezeichnet, ist eine schwedische Schauspielerin, die dem deutschen Fernsehpublikum durch ihre Mitwirkung in der Krimireihe GSI – Spezialeinheit Göteborg bekannt geworden ist. Ihr Vorname ist eine Abwandlung des ursprünglich aus Griechenland stammenden Namens Melissa.

## Biografie
Die als Tochter einer schwedischen Mutter und eines griechischen Vaters geborene Meliz Karlge gab ihr Filmdebüt in dem schwedischen Spielfilm Hus i helvete (2002) und spielte in dem Kurzfilm Soldier 7 (2005) erstmals die Titelrolle. In der Fernsehserie Labyrint verkörperte sie in zehn Folgen zwischen 2007 und 2008 die Rolle der Zahra. In der siebzehnteiligen Krimireihe GSI – Spezialeinheit Göteborg spielte sie von 2009 bis 2015 eine der Hauptrollen als Polizistin Sophie Nordh (deutsche Synchronstimme: Eva Michaelis).

## Filmografie (Auswahl)
- 2009: Verdict Revised – Unschuldig verurteilt (Oskyldigt dömd, Fernsehserie, Folge Kidnapped)
- 2009–2015: GSI – Spezialeinheit Göteborg (Johan Falk, Fernsehserie, 17 Folgen)
- 2013: Mord in Fjällbacka (Fjällbackamorden, Fernsehserie, Folge Tödliches Klassentreffen)
- 2015: En delad värld (Fernsehserie, 8 Folgen)